# J-League de 2007
J-League 2007 foi a 15a edição da J-league, iniciou-se em 3 de março de 2007, e terminou em 1 de dezembro do mesmo ano. Nessa Temporada, a liga esteve dividida em duas divisões (J1 com 18 clubes, e J2 com 13 clubes).

## Vencedores
| Competição | Campeão           | Vice-canpeão       |
| J-League 1 | Kashima Antlers   | Urawa Red Diamonds |
| J-League 2 | Consadole Sapporo | Tokyo Verdy        |

## J1-Primeira Divisão
A primeira divisão de 2007 da J-legue contou com a participação de 18 equipes, 3 das quais vieram promovidas da segunda divisão de 2006 (Kashiwa Reysol, Yokohama F.C. e Vissel Kobe).

### Formato
O Campeonato foi disputado no modo de pontos corridos, onde todos jogam contra todos, em jogos de ida e volta, e após as 34 rodadas, o clube que tiver mais pontos é considerado o campeão. Os 3 melhores recebem vagas nas competições continentais, e os 2 últimos são rebaixados para a segunda divisão.

### Classificação
|    | Clube               | Pts | J  | V  | E  | D  | GP | GC | Saldo |
| 1  | Kashima Antlers     | 72  | 34 | 22 | 6  | 6  | 60 | 36 | +24   |
| 2  | Urawa Red Diamonds  | 70  | 34 | 20 | 10 | 4  | 55 | 28 | +27   |
| 3  | Gamba Osaka         | 67  | 34 | 19 | 10 | 5  | 71 | 37 | +34   |
| 4  | Shimizu S-Pulse     | 61  | 34 | 18 | 7  | 9  | 53 | 36 | +17   |
| 5  | Kawasaki Frontale   | 54  | 34 | 14 | 12 | 8  | 66 | 48 | +18   |
| 6  | Albirex Niigata     | 51  | 34 | 15 | 6  | 13 | 48 | 47 | +1    |
| 7  | Yokohama F. Marinos | 50  | 34 | 14 | 8  | 12 | 54 | 35 | +19   |
| 8  | Kashiwa Reysol      | 50  | 34 | 14 | 8  | 12 | 43 | 36 | +7    |
| 9  | Júbilo Iwata        | 49  | 34 | 15 | 4  | 15 | 54 | 55 | -1    |
| 10 | Vissel Kobe         | 47  | 34 | 13 | 8  | 13 | 58 | 48 | +10   |
| 11 | Nagoya Grampus      | 45  | 34 | 13 | 6  | 15 | 43 | 45 | -2    |
| 12 | FC Tokyo            | 45  | 34 | 14 | 3  | 17 | 49 | 58 | -9    |
| 13 | JEF United Chiba    | 42  | 34 | 12 | 6  | 16 | 51 | 56 | -5    |
| 14 | Oita Trinita        | 41  | 34 | 12 | 5  | 17 | 42 | 60 | -18   |
| 15 | Omiya Ardija        | 35  | 34 | 8  | 11 | 15 | 24 | 40 | -16   |
| 16 | Sanfrecce Hiroshima | 32  | 34 | 8  | 8  | 18 | 44 | 71 | -27   |
| 17 | Ventforet Kofu      | 27  | 34 | 7  | 6  | 21 | 33 | 65 | -32   |
| 18 | Yokohama FC.        | 16  | 34 | 4  | 4  | 26 | 19 | 66 | -47   |

|  | Campeão e classificado para a Liga dos Campeões da AFC |
|  | Classificado para a Liga dos Campeões da AFC           |
|  | Rebaixado após perder a repescagem acesso/descenso     |
|  | Rebaixado para a segunda divisão(J2)                   |

### Artilheiros
| ! Pos | Jogador       | Clube                | Gols |
| ----- | ------------- | -------------------- | ---- |
| 1     | Juninho       | Kawasaki Frontale    | 22   |
| 2     | Bare          | Gamba Osaka          | 20   |
| 3     | Edmilson      | Albirex Niigata      | 19   |
| 4th   | Ueslei        | Sanfrecce Hiroshima  | 17   |
| 5th   | Washington    | Urawa Red Diamonds   | 16   |
| 6th   | Leandro       | Vissel Kobe          | 15   |
| 7th   | Hideo Oshima  | Yokohama F. Marinos  | 14   |
| 7th   | Yoshito Okubo | Vissel Kobe          | 14   |
| 7th   | Marquinhos    | Kashima Antlers      | 14   |
| 10th  | Frode Johnsen | Nagoya Grampus Eight | 13   |
| 10th  | Cho Jae-Jin   | Shimizu S-Pulse      | 13   |

## J2-Segunda Divisão

### formato
A segunda divisão da J-league, foi disputada por 15 clubes no modo de pontos corridos, no qual todos os clubes se enfrentam 4 vezes (duas em casa e duas fora) e ao final das 48 rodadas os 2 clubes que tiverem o maior número de pontos são promovidos a primeira divisão e o terceiro melhor disputa a repescagem acesso/descenso.

### Classificação
|    | Clube             | Pts | J  | V  | E  | D  | GP | GC | Saldo |
| 1  | Consadole Sapporo | 91  | 48 | 27 | 10 | 11 | 66 | 45 | +21   |
| 2  | Tokyo Verdy       | 89  | 48 | 26 | 11 | 11 | 90 | 57 | +33   |
| 3  | Kyoto Sanga       | 86  | 48 | 24 | 14 | 10 | 80 | 59 | +21   |
| 4  | Vegalta Sendai    | 83  | 48 | 24 | 11 | 13 | 72 | 54 | +18   |
| 5  | Cerezo Osaka      | 80  | 48 | 24 | 8  | 16 | 72 | 55 | +17   |
| 6  | Shonan Bellmare   | 77  | 48 | 23 | 8  | 17 | 72 | 55 | +17   |
| 7  | Avispa Fukuoka    | 73  | 48 | 22 | 7  | 19 | 77 | 61 | +16   |
| 8  | Sagan Tosu        | 72  | 48 | 21 | 9  | 18 | 63 | 66 | -3    |
| 9  | Montedio Yamagata | 58  | 48 | 15 | 13 | 20 | 46 | 56 | -10   |
| 10 | Ehime F.C.        | 45  | 48 | 12 | 9  | 27 | 39 | 66 | -27   |
| 11 | Thespa Kumatsu    | 42  | 48 | 7  | 21 | 20 | 42 | 71 | -29   |
| 12 | Mito HollyHock    | 34  | 48 | 8  | 10 | 30 | 32 | 70 | -38   |
| 13 | Tokushima Vortis  | 33  | 48 | 6  | 15 | 28 | 31 | 67 | -36   |

|  | Promovido a primeira divisão                                          |
|  | Promovido a primeira divisão após vencer a repescagem acesso/descenso |

### Artilheiros
| Pos | Jogador           | Clube             | Gols |
| --- | ----------------- | ----------------- | ---- |
| 1st | Hulk              | Tokyo Verdy 1969  | 37   |
| 2nd | Alex              | Avispa Fukuoka    | 26   |
| 3rd | Yoshihito Fujita  | Sagan Tosu        | 24   |
| 3rd | Paulinho          | Kyoto Sanga F.C.  | 24   |
| 5th | Tatsuya Furuhashi | Cerezo Osaka      | 18   |
| 6th | Davi              | Consadole Sapporo | 17   |
| 7th | Lincoln           | Avispa Fukuoka    | 16   |
| 8th | Andre             | Kyoto Sanga F.C.  | 15   |
| 9th | Hiroki Bandai     | Vegalta Sendai    | 14   |
| 9th | Lopes             | Vegalta Sendai    | 14   |

## Prêmios
| Premio               | Premiado            | Clube              |
| -------------------- | ------------------- | ------------------ |
| Jogador do Ano       | Robson Ponte        | Urawa Red Diamonds |
| Jogador Jovem do Ano | Takanori Sugeno     | Yokohama FC        |
| Técnico do Ano       | Oswaldo de Oliveira | Kashima Antlers    |
| Artilheiro           | Juninho             | Kawasaki Frontale  |
| Árbitro do Ano       | Masayoshi Okada     |                    |
| Assistente do Ano    | Toru Sagara         |                    |

| Posição | Jogador             | Clube              | Pais   |
| ------- | ------------------- | ------------------ | ------ |
| G       | Ryōta Tsuzuki       | Urawa Red Diamonds | Japão  |
| D       | Daiki Iwamasa       | Kashima Antlers    | Japão  |
| D       | Marcus Tulio Tanaka | Urawa Red Diamonds | Japão  |
| D       | Satoshi Yamaguchi   | Gamba Osaka        | Japão  |
| M       | Yuki Abe            | Urawa Red Diamonds | Japão  |
| M       | Keita Suzuki        | Urawa Red Diamonds | Japão  |
| M       | Robson Ponte        | Urawa Red Diamonds | Brasil |
| M       | Kengo Nakamura      | Kawasaki Frontale  | Japão  |
| M       | Yasuhito Endo       | Gamba Osaka        | Japão  |
| A       | Juninho             | Kawasaki Frontale  | Brasil |
| A       | Baré                | Gamba Osaka        | Brasil |